# Dome F105
Dome F105 – samochód Formuły 1, zaprojektowany przez Akiyoshiego Oku i skonstruowany w 1995 roku przez Dome Company. Pojazd ten, napędzany silnikami Mugen Honda, planowano wystawić w zawodach Formuły 1 w sezonie 1997 jako element „w pełni japońskiego zespołu Formuły 1”, jakim planowało być Dome. Aby dobrze przygotować się do zakładanego debiutu w Formule 1, między kwietniem a październikiem 1996 roku firma Dome podjęła intensywny program testowy, w którym brali udział między innymi Marco Apicella, Shinji Nakano oraz Naoki Hattori. Problemem F105 była wysoka awaryjność, ponadto rezultaty uzyskiwane modelem F105 zostały uznane za niezadowalające. Te wyniki Dome upatrywało w fakcie, iż producent opon, firma Goodyear, nie dostarczał japońskiemu zespołowi najnowszych opon, obawiając się szpiegostwa Dome na rzecz Bridgestone. Wskutek niewielkiego zainteresowania sponsorów i niemożności zgromadzenia wystarczającego budżetu, Dome nie zdołało zadebiutować w Formule 1. W 1999 roku model F105 był jeszcze krótko testowany ze względu na rozwój prototypowej skrzyni biegów. Zbudowano jeden egzemplarz modelu F105.

## Tło

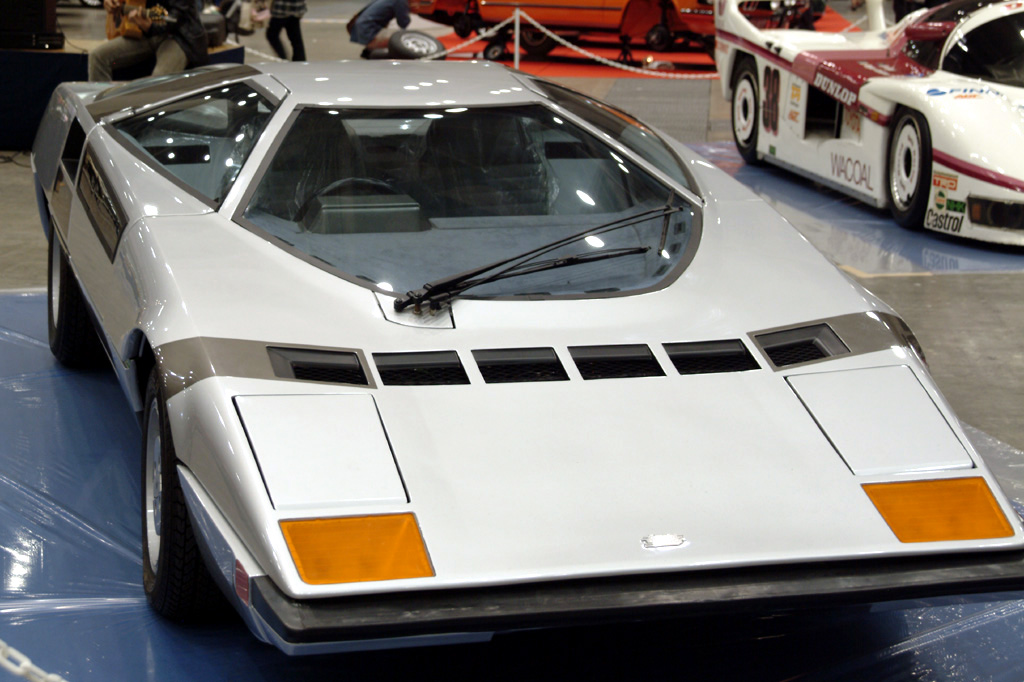
Dome Zero

W 1965 roku Minoru Hayashi zbudował swój pierwszy samochód, oparty na Hondzie S600 z 1964 roku, a na początku lat 70. zaczął produkować nadwozia do jednomiejscowych bolidów japońskiej Formuły 500 cm³. Pod koniec lat 70. Hayashi założył firmę Dome (jap. 童夢) z fabryką w Kioto. Pierwszy samochód Dome, Zero, został wystawiony podczas Geneva Motor Show w 1978 roku, a jego następcą był Dome P2. Modele te nie uzyskały jednak wymaganej homologacji od rządu Japonii i nie zostały wdrożone do seryjnej produkcji. W 1979 dwa modele Zero wzięły udział w wyścigu 24h Le Mans (kierowcami byli Chris Craft i Gordon Spice oraz Tony Trimmer i Bob Evans), jednak żaden z samochodów Dome nie ukończył tych zawodów.
W 1980 roku Hayashi rozpoczął budowę samochodów dla Japońskiej Formuły 3. Projektantem modelu Hayashi 803 został Masao Ono, który był zaangażowany w starty Kojimy w Formule 1 w latach 70. Model 803 był dość konwencjonalnym projektem, ale odnosił dość dobre wyniki. Jego następcą był Hayashi 320, którym Osamu Nakano wygrał mistrzostwa Japońskiej Formuły 3 w 1981 roku. Zespół Hayashi Racing zaczął korzystać następnie z samochodów Ralt, co zaowocowało między innymi zdobyciem tytułu mistrzowskiego w Japońskiej Formule 3 przez Kengo Nakamoto w 1983 roku. W 1984 roku Shuji Hyodo na Hayashi 322 także zdobył tytuł w Japońskiej Formule 3. W tym okresie Masao Ono i Dome zaczęli koncentrować się na budowie samochodów sportowych, które budowali między innymi dla zespołu TOM’s pod koniec lat 80.
W 1987 roku Dome zadebiutowało w Japońskiej Formule 3000, a celem firmy stał się debiut w Formule 1 jako w pełni japoński zespół. W związku z tym Dome utworzyło oddzielną firmę odpowiedzialną za projekt – Jiotto Design, która dysponowała swoim tunelem aerodynamicznym w skali 25% (wcześniej używanym przez JARI), technologiami CAD i CAM oraz autoklawami. Dome zapewniło sobie finansowe wsparcie wielu firm, w tym Wacaol, Try czy VIP. Firma rozwinęła także wiedzę i relacje, zwłaszcza z mającą powiązania z Hondą firmą tuningującą silniki, Mugen. W 1994 roku za kierownicą Dome F104 Marco Apicella wygrał mistrzostwa Japońskiej Formuły 3000. Na początku 1995 roku menedżer Minardi, Tadashi Sasaki, dołączył do Dome, a jesienią tego roku firma ogłosiła publicznie zamiar wejścia do Formuły 1. Projektant modelu F104, Akiyoshi Oku, został także głównym projektantem przeznaczonego do Formuły 1 modelu F105 i rozpoczął prace w sierpniu. Głównym aerodynamikiem został natomiast Yuji Shiraishi.

## Silnik i skrzynia biegów

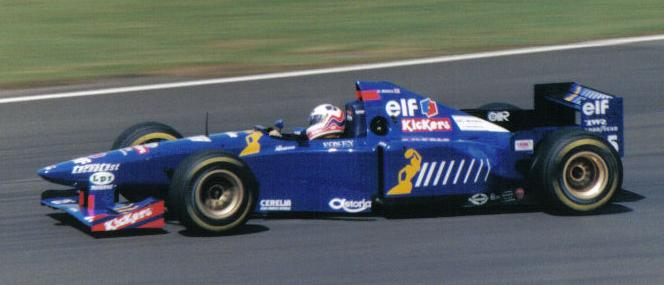
Używane w Dome F105 jednostki Mugen Honda MF-301H w 1995 roku były stosowane w Ligierach JS41

Samochód był napędzany przez silniki Mugen Honda MF-301H w specyfikacji z 1995 roku, które w sezonie 1995 były używane przez Ligiera. Użycie przez Dome silników Mugen doprowadziło do pogłosek, jakoby Honda finansowała program testów Dome, które przez to miało być prekursorem startów Hondy w Formule 1. Spekulowano, że Dome F105 był nieoficjalną próbą wejścia Hondy do Formuły 1, która to próba, jeśli okazałaby się udana, spowodowałaby wystawienie przez Hondę fabrycznego zespołu w Formule 1 na bazie Dome; partnerstwo Dome i Hondy było porównywane do partnerstwa Saubera i Mercedesa z przełomu lat 80. i 90. W istocie Honda rozważała przez pewien czas wystawienie swojego fabrycznego zespołu w Formule 1, a w latach 1993 i 1995 testowała swoje prototypy RC, ale japoński koncern powrócił do Formuły 1 dopiero w roku 2006. Dome stanowczo zaprzeczyło tak ścisłym powiązaniom z Hondą, o jakich się spekulowało. Co więcej, w 1999 roku Minoru Hayashi przyznał, że Dome i Mugen nigdy nie zawarli żadnej specjalnej umowy i japoński zespół płacił za silniki pełną kwotę.
Napędzające F105 silniki to ważące 136 kg dziesięciocylindrowe widlaste jednostki o pojemności 2999,87 cm³ i mocy 690 KM przy 15 800 rpm (w wersji kwalifikacyjnej 700 KM). Kąt rozwarcia między cylindrami wynosił 72°. Na rozrząd składały się podwójne wałki rozrządu (DOHC). Średnica cylindra wynosiła 93 mm, a skok tłoka – 44,1 mm. Stopień sprężania był równy 12,6:1. Sterownik silnika PGM-F1 pochodził od Hondy.
Tadashi Sasaki zorganizował dla Dome umowę, w myśl której japońska firma nabyła od Minardi sześciobiegowe półautomatyczne skrzynie biegów oraz powiązane z nimi układy hydrauliczne. Układy te były rozwijane przez Xtrac i koncentrowały się wokół obudowanych w stopach magnezu zamontowanych wzdłużnie sześciobiegowych jednostek, które wcześniej były stosowane także w DAMS GD-01 i Simtekach S941. Pompy hydrauliczne pochodziły od firmy Tokimec, a trójtarczowe sprzęgło – od AP Racing.

## Nadwozie i zawieszenie
Konstrukcja skorupowa nadwozia (monokok) o strukturze plastra miodu została wykonana przez Dome z włókna węglowego i aluminium, przy czym do produkcji użyto materiałów i żywic Mitsubishi Rayon. Współczynnik oporu aerodynamicznego (Cd, coefficient of drag) wynosił 1,1. Dome zdecydowało się na wyprodukowanie jednoczęściowej, zakrywającej silnik i sekcje boczne karoserii o strukturze plastra miodu wykonanej z włókna węglowego oraz nomeksu; wadą takiego rozwiązania był trudny demontaż karoserii. Model charakteryzował się prostą aerodynamiką. Jak u większości konkurentów, elementem F105 był wysoki nos i podwieszony przedni spojler. Przy sekcjach bocznych zamocowano małe skrzydełka. Pod tylnym spojlerem zastosowano zakrzywione sekcje. Elementem konstrukcji monokok był zamontowany za kokpitem gumowy zbiornik paliwa ATL o pojemności 125 litrów.
Zawieszenie samochodu było konwencjonalne, składały się na nie podwójne wahacze ze stali i popychacze z włókna węglowego aktywujące sprężyny i amortyzatory. Amortyzatory zostały wyprodukowane przez japońską firmę Showa. Tylne zawieszenie zamontowano na szczycie obudowy skrzyni biegów.
Jeszcze przed debiutem modelu F105 firma oponiarska Bridgestone ogłosiła wejście do Formuły 1 od roku 1997. W związku z tym Dome, chcący skorzystać z opon Goodyear, był oskarżany przez amerykańską firmę o chęć szpiegostwa na rzecz Bridgestone. Goodyear argumentował te oskarżenia faktem, iż Dome od 1997 roku chciało rzekomo stosować opony Bridgestone. Zarzuty te spowodowały, że Sasaki poleciał na Grand Prix Australii 1996, by załagodzić sytuację. Ostatecznie Goodyear dostarczył Dome opony, jednakże nie były one identyczne z tymi, które otrzymały zespoły ścigające się w Formule 1: najlepszym typem opon, którym dysponował japoński zespół, była mająca rok mieszanka „D” używana na Hockenheimringu. Opony były osadzone na trzynastocalowych felgach ze stopu magnezu firmy Rays.
Układ hamulcowy stanowiły zaciski firmy MMC – z przodu sześcio-, a z tyłu czterotłoczkowe, a także klocki hamulcowe wykonane z węgla oraz wentylowane tarcze hamulcowe firmy Hitco wykonane z włókna węglowego.
Zębatkowy układ kierowniczy był wspomagany. Kierownica została wyprodukowana przez firmę Lears.
Rozstaw osi wynosił 2860 mm, szerokość samochodu – 1995 mm, długość – 4515 mm, a jego wysokość – 980 mm. Pojazd ważył 510 kg.

## Testy w 1996 roku
Prezentacja modelu F105 odbyła się 18 marca 1996 roku w Tokio w budynku Spiral. Plany Dome zakładały testowanie samochodu przez Marco Apicellę, Shinjiego Nakano oraz Katsumiego Yamamoto, w tym testy na europejskich torach: Magny-Cours oraz Silverstone, a także utworzenie siedziby w Europie (prawdopodobnie w Wielkiej Brytanii) oraz zebranie budżetu wystarczającego na starty w Formule 1.
Szefem testerów został Marco Apicella. Apicella, wicemistrz Włoskiej Formuły 3 z 1986 roku, zadebiutował w Międzynarodowej Formule 3000 w 1987 roku. W tym samym roku odbył pierwszy test samochodem Formuły 1, Minardi. W 1990 roku testował samochody Formuły 1 konstrukcji Modeny oraz Reynarda. Od 1992 roku Włoch był związany z Dome. W 1993 roku ścigał się w zespole Jordan podczas Grand Prix Włoch Formuły 1. W sezonie 1994 został mistrzem Japońskiej Formuły 3000.

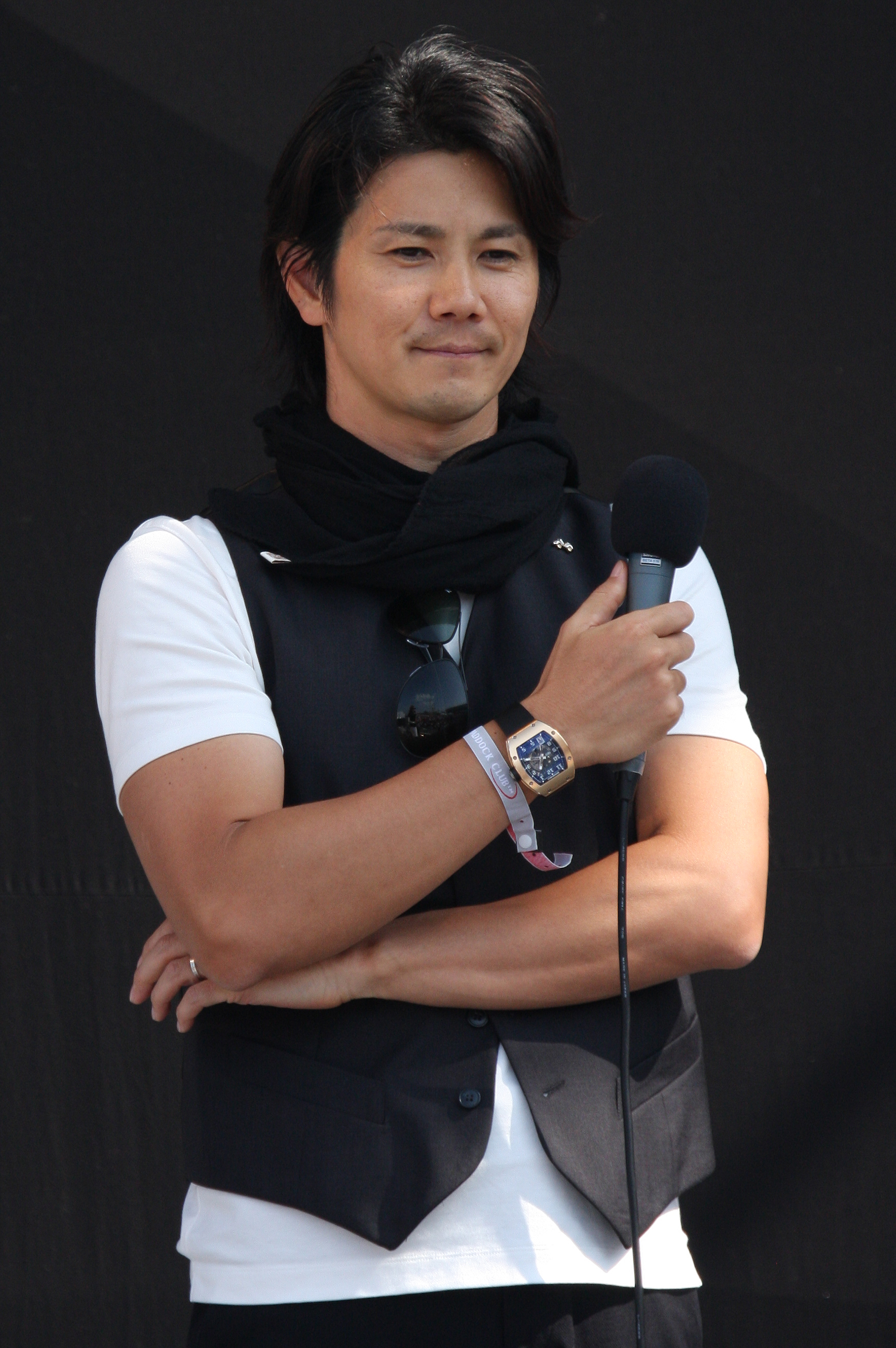
Shinji Nakano w 2009 roku

Pierwszy test samochodu (tzw. shakedown) odbył się w dniach 10–11 kwietnia na torze Mine, a dokonał go ówczesny kierowca Japońskiej Formuły 3000, Shinji Nakano. Przed wyjazdem w samochodzie pojawiła się niewielka usterka skrzyni biegów, którą zespół zdołał jednak szybko naprawić, po czym Nakano bez większych kłopotów przez dwa dni pokonał 86 okrążeń toru. Po odbytym shakedownie zaczęto wprowadzać pierwsze zmiany w nadwoziu.
Marco Apicella rozpoczął testy 21 kwietnia na torze Suzuka. Cały poranek zespół poświęcił na ustawienia samochodu, co oznaczało, że Apicella zaczął testowanie po południu z używaną mieszanką typu „B”. Włoch rozpoczął jazdy wolnym tempem, ale wówczas zepsuł się blipper (urządzenie do płynnej redukcji biegów). Zespół stwierdził, że wymiana tego elementu zajęłaby zbyt dużo czasu, i zasugerował Apicelli kontynuowanie jazd bez niego. Po pokonaniu 18 okrążeń toru z najlepszym czasem 1:18,75 w samochodzie Apicelli pękła linka przepustnicy.
W dniach 27–28 kwietnia na torze Suzuka kierowca Dome w Japońskiej Formule 3, Juichi Wakisaka, odbył modelem F105 jazdy pokazowe. Nie wystąpiły podczas nich żadne problemy, ale mechanicy musieli zmienić kierowcy ustawienia samochodu, co opóźniło rozwój modelu.
30 kwietnia testy na Suzuce kontynuował Apicella. Celem zespołu na ten dzień była zmiana ustawień samochodu i sprawdzenie rezultatów, jakie te zmiany przyniosą (w założeniu zwiększenie docisku), stąd do samochodu został założony obniżony o 1,5 mm tylny spojler typu tandem, natomiast przedni spojler obniżono o trzy mm. Założenie spojlera typu tandem wymusiło obniżenie bocznych skrzydełek o 15 mm, co z kolei zaowocowało zmniejszeniem docisku. Mimo to Apicella czuł, że samochód prowadzi się lepiej i na ostatnim okrążeniu wietrznego dnia uzyskał czas 1:17,52. Tego dnia przebieg silnika Mugen Honda przekroczył 550 km, w związku z czym jednostka ta musiała być zastąpiona i poddana remontowi. Rankiem 1 maja tor był nieco mokry. Dome zdecydowało się na zmianę nachylenia kół (przednich na -15 mm, a tylnych na -30 mm), umieszczenie bocznych skrzydełek w pierwotnej pozycji oraz tylnego spojlera w otworze 1, co w teorii zmniejszało docisk. Tego dnia Apicella rozpoczął jazdy powoli, uzyskując początkowo czasy okrążeń w granicach 1:30. Po 16. okrążeniu zespół postanowił zwiększyć docisk i w tym celu podniósł przedni spojler o trzy otwory (na poziom H10), a tylny umieścił na poziomie H3. Po pokonaniu pięciu okrążeń od tych zmian Apicella skarżył się, że samochód jest niezbalansowany, a jego przedni docisk się zmniejszył; mimo to Włoch chwalił stabilność samochodu i miał dobre odczucia, jeśli chodzi o jego prowadzenie. Z tego powodu postanowiono założyć nową mieszankę „C” i kontynuować jazdy. Zespół zapomniał jednak rozgrzać opony i Apicella nie mógł uzyskać dobrych czasów, stąd jego najlepszy czas dnia wynosił 1:17,46 i został uzyskany na używanej mieszance „B”. Włoski tester stwierdził, że prowadzenie samochodu powinno się poprawić w miarę zmiany ustawień, a docisk jest wystarczający, chociaż tył zachowywał się bardzo niepewnie podczas hamowania, stąd też Apicella nie hamował całkowicie. Przyczyną takiego stanu rzeczy były bardzo gąbczaste i mające zbyt duży skok hamulce. Po południu samochód prowadził Shinji Nakano, który na 16. okrążeniu uzyskał czas 1:16. Następnie zespół sprawdził geometrię zawieszenie, zmienił pozycję tylnych górnych wahaczy i z powrotem wypuścił Nakano na tor. Japończyk po 26 okrążeniach, podczas których uzyskiwał czasy między 1:16 a 1:17, wrócił do garażu i orzekł, że nie czuł różnicy w geometrii zawieszenia. Dome zaczęło następnie eksperymentować z aerodynamiką pojazdu, zmieniając przedni i tylny docisk. Po powrocie Nakano na tor, podczas 3. okrążenia zepsuł się układ hydrauliczny i samochód się zatrzymał; awaria ta zakończyła testy F105 1 maja. Po tym dniu Nakano utrzymywał, że podczas hamowania tylna część samochodu jest „niespokojna”, ale sam model prowadzi się dobrze.
Następną sesję testową Dome odbyło w dniach 11–14 maja na torze Mine. Mine, techniczny partner Dome, zaprosił zespół na testy F105 i jazdy pokazowe w dniach 11–12 maja, kiedy to na torze tym ścigali się zawodnicy Formuły Nippon i Japońskiej Formuły 3. Jazdy demonstracyjne wykonał kierowca Dome w Formule Nippon, niedoszły kierowca Pacifika w Formule 1, Katsumi Yamamoto. Podczas tych jazd nastąpiły niewielkie wycieki oleju silnikowego. Po zdjęciu wieczorem pokrywy silnika zespół zauważył, że olej wycieka z linki, a ponadto z baku w tempie jedna kropla na pięć minut wycieka paliwo – przyczyną było złe zamontowanie zbiornika paliwa w monokoku. Aby naprawić tę usterkę, zespół tymczasowo zakleił dziurę na spodzie monokoku. 13 maja Marco Apicella wykonał trzy powolne okrążenia, po czym coś zaczęło wyciekać z tyłu samochodu – okazało się, że naprawa uszkodzonej linki oleju nie była kompletna, a z linki paliwa miał miejsce także inny wyciek. Uszkodzenia te zostały naprawione, ale mimo to nadal coś wyciekało na prostych, a Apicella miał trudności z redukcją biegów. Po zbadaniu przyczyny okazało się, że pęknięciu uległa obudowa skrzyni biegów i Dome musiało zakończyć testy na 13 maja. Po naprawie awarii i dokładnej inspekcji F105, 14 maja zespół kontynuował test. Z miejsca, w którym poprzedniego dnia pękła obudowa skrzyni biegów, nadal miał miejsce niewielki wyciek oleju, mimo to Dome nie przerwało jazd. Japoński zespół zdecydował się na wykonanie pięciu okrążeń przy małej ilości paliwa. Następnie Apicella zjechał do garażu, gdzie zespół uzupełnił paliwo, założył mieszankę „C”, zmienił sztywność sprężyn, tylny docisk, sztywność przechyłową czy specyfikę tylnych amortyzatorów. Tuż po wyjeździe na tor Apicella postanowił wrócić do garażu, ponieważ pękła rura wydechowa, co zakończyło testy. Pozytywnymi informacjami był jednak fakt zaczątku wprowadzania w samochodzie bazowych ustawień, opinie Apicelli, który stwierdził, że samochód dobrze reagował na zmiany i gdyby zespół obrał właściwy kierunek, ustawienia mogłyby być efektywne, oraz przebieg, który przekroczył 900 km.
W okresie od maja do czerwca w fabryce w Kioto zespół dokonał kompleksowego przeglądu samochodu. Podczas przeglądu na jaw wyszło, że pęknięcie obudowy skrzyni biegów powstało w trakcie odlewania tej obudowy. Od połowy maja każdą część zaczęto poddawać szczegółowej kontroli, a w połowie czerwca samochód został z powrotem złożony i ustawiony.
Tuż po zakończeniu przeglądu, w dniach 19–25 czerwca, zespół testował model F105 na torze Tokachi. 19 czerwca samochód był testowany przez Shinjiego Nakano i Marco Apicellę. Zespół był zmuszony tego dnia skorzystać z opon deszczowych ze względu na opady deszczu poprzedniej nocy, dokonał także zmian w ustawieniach aerodynamicznych, głównie spojlerów. Apicella zauważył, że samochód miał tendencję do podsterowności przy wejściu do zakrętów i do nadsterowności przy wyjściu z nich. Zespół próbował temu zaradzić poprzez zmianę nachylenia lotek przy przednim spojlerze, co nie dało jednak zadowalających efektów. Wskutek tego postanowiono zamontować nowo opracowany deflektor pionowy, jednakże wycieki oleju ze skrzyni biegów zakończyły ten dzień testowy. 20 czerwca, mimo mokrego toru (ze względu na obfite nocne opady deszczu) i niewielkich problemów z układami elektrycznymi Nakano zdołał przetestować mieszanki „B” i „C”, po czym orzekł, że nie czuje różnicy między nimi. Dome chciało zakończyć dzień serią szybkich okrążeń, jednak uszkodzenie rury wydechowej to uniemożliwiło. 21 czerwca zespół miał dostępną jedną godzinę testów, jednak ze względu na wycieki paliwa nie wykorzystał czasu. Po naprawie usterki, w dniach 22–23 czerwca, przy okazji zawodów Formuły Nippon, Apicella i Nakano odbyli modelem F105 jazdy demonstracyjne. 24 czerwca mechanicy próbowali poprawić prowadzenie samochodu poprzez odpowiednie ustawienie zawieszenia, co zaowocowało zmniejszonym wzdłużnym kołysaniem i dobrą stabilnością, czego zespół oczekiwał po testach samochodu w tunelu aerodynamicznym. Tego dnia Marco Apicella pokonał 23 okrążenia, z czego najlepszy czas wynosił 1:40,22. 25 czerwca zespół planował pobić rekord toru (1:39,659), jednak okazało się to niewykonalne ze względu na znaczne opady deszczu, które uniemożliwiły przeprowadzenie testów.
W lipcu stało się jasne, że Dome nie zrealizuje planów testowania swojego samochodu na europejskich torach.
25 sierpnia, z okazji pozyskania nowego sponsora – firmy 7-Eleven, Dome wykonało jazdę demonstracyjną modelem F105 na torze Tokachi International Speedway.
Kolejna sesja testowa miała miejsce w dniach 14–16 września z udziałem Shinji Nakano na torze Mine przy okazji zawodów Formuły Nippon. W ciągu tych trzech dni zespół chciał przetestować pełny potencjał samochodu. Zastosowanie 14 września w modelu takich zmian, jak zamontowanie nowych amortyzatorów, skrócenie skoku przedniego zawieszenia czy podwyższenie przedniego spojlera o 12 mm, dało pozytywne efekty: lepszą stabilność tyłu, szczególnie podczas hamowania w zakrętach, zmniejszenie kołysania F105, lepsze prowadzenie pojazdu, łagodniejszą czułość aerodynamiczną i więcej docisku. Pozytywny był fakt, że samochód szybko i dobrze reagował na zmiany, a wszystkie nowe części i ustawienia pracowały bez zarzutu. 15 września, ze względu na finałowy wyścig Formuły Nippon, Dome odbyło po południu krótki test sprawdzający opony, z którego wynikało, że mieszanka „D” jest o sekundę szybsza od mieszanki „C”. 16 września Nakano testował w godzinach 9–11 rano. Japończyk przy nowej mieszance „C” uzyskał najlepszy czas 1:13,86 (rekord Formuły Nippon wynosił 1:13,54), jednak zespół utrzymywał, że przy lepszej nawierzchni, większej pewności Nakano i zastosowaniu silnika w wersji „nietestowej”, uzyskałby czas 1:11,26, podczas gdy Williams FW18 byłby zdolny do przejechania jednego okrążenia w czasie 1:11, zatem hipotetyczny wynik Dome dałby im mniej więcej drugie–czwarte miejsce.
W dniach 29–30 września Dome zaplanowało testy na torze Suzuka. Pierwszego dnia zespół miał do dyspozycji pół godziny testowania po wyścigu Formuły Nippon. Test ten ze względu na zmęczenie Nakano po wyścigu Formuły Nippon oraz nadchodzący zmierzch miał jedynie potwierdzić prawidłowe funkcjonowanie samochodu. Pierwsze okrążenie Nakano przejechał w czasie 1:51, drugie w czasie 1:50, a trzecie i czwarte – w czasie 1:49. Zespół uważał, że kierowca ten bez trudu mógłby osiągnąć czas 1:43,500, stąd też na 30 września założył pokonanie 1:42,800. Okazało się to jednak niemożliwe, ponieważ 30 września miały miejsce znaczne opady deszczu i zespół był zmuszony odwołać test.

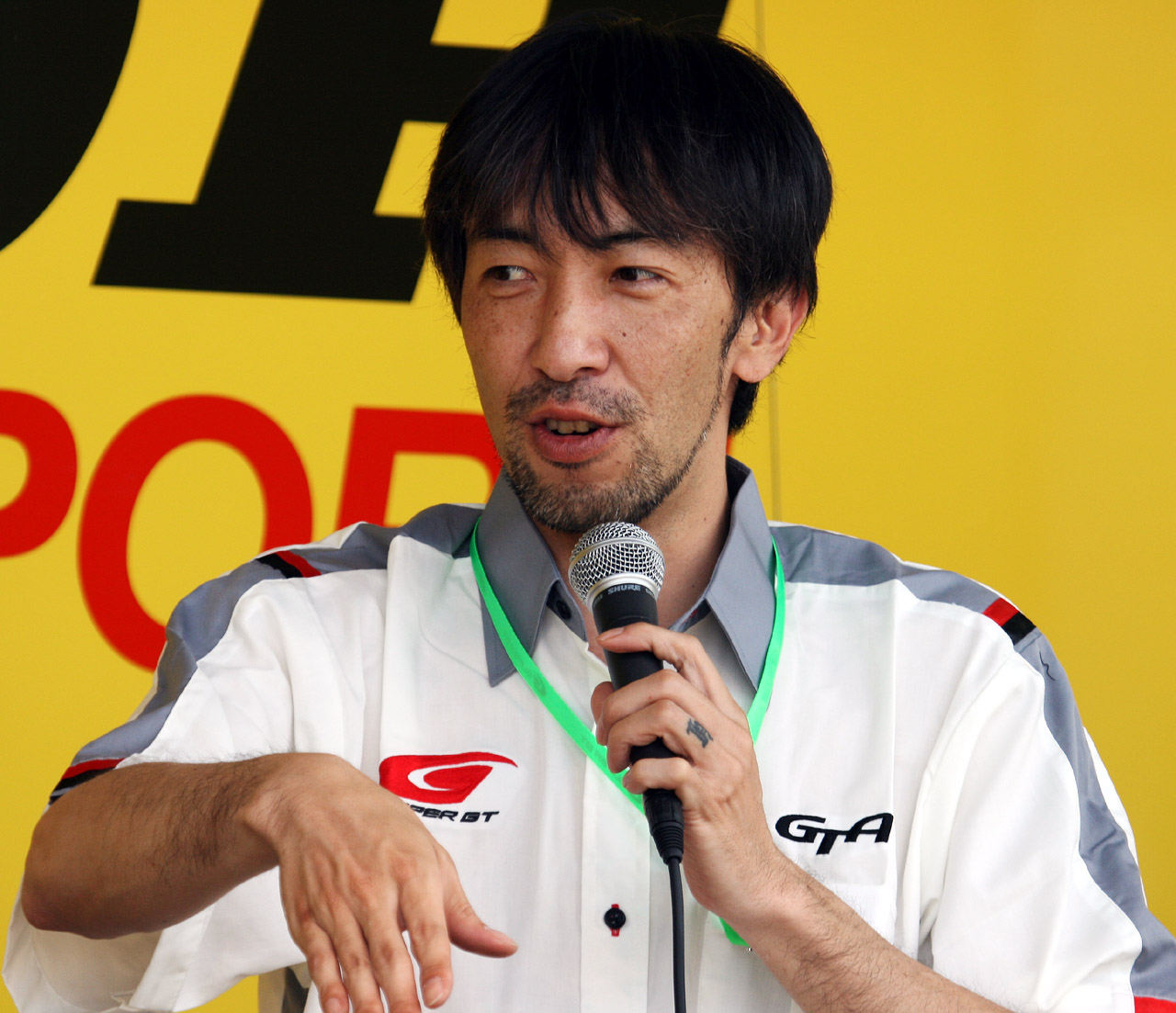
Naoki Hattori w 2008 roku

30 oraz 31 października, wkrótce po Grand Prix Japonii Formuły 1 japoński zespół ponownie testował na Suzuce, a jego celem było porównać czasy F105 z czasami samochodów regularnie uczestniczących w wyścigach Formuły 1. W tym celu, aby wiernie odtworzyć warunki, Dome przywiozło na te testy także swój jeden samochód Japońskiej Formuły 3 oraz cztery samochody Formuły Nippon (dwa swoje oraz dwa wypożyczone od zespołu 5Zigen). Problemem był wybór kierowcy na tę sesję, ponieważ Nakano w tym czasie znajdował się za granicą, a stosunki między Dome i Apicellą uległy pogorszeniu. Jednym z kandydatów był Ukyō Katayama, jednak przebywał on wówczas w Europie, i Dome zdecydowało się zatrudnić Naokiego Hattoriego, ówczesnego wicemistrza Formuły Nippon oraz byłego kierowcy Coloni w Formule 1. Na test, mający trwać w sumie pięć godzin, przygotowano sześć nowych kompletów opon. 29 października zespół zaczął sprawdzać samochód i wówczas okazało się, że zanikła komunikacja między komputerem sterującym skrzynią biegów a jego serwerem. Po sześciu godzinach pracownicy zdecydowali się rozebrać serwer, gdzie znaleźli jednak tylko chipy przylutowane do płyty głównej. Po złożeniu i włączeniu komputera na monitorze pojawiły się nieczytelne znaki, które po chwili stały się normalne – okazało się, że przyczyną awarii było poluzowane gniazdo wtyczki. Rano 30 października Hattori zaczął testować samochód, stosując używaną mieszankę „B”. Zespół był zaniepokojony stanem toru, ponieważ wcześniej samochody Formuły Nippon uzyskały czasy o trzy sekundy gorsze, niż oczekiwano. Po siedmiu okrążeniach najlepszy czas Hattoriego wynosił 1:52, co zespół uznał za słaby wynik nawet mimo faktu, iż kierowca jechał ostrożnie. Po przejechaniu kilku okrążeń samochodami Formuły 3 i Formuły Nippon w celu nagumowania toru, Hattori wrócił do testów i na 13. okrążeniu uzyskał czas 1:48,83. Następnie pojawiły się problemy z blipperem i po 19 okrążeniach poranna sesja została zakończona. Po południu Dome rozpoczęło testy modelu, stosując używaną mieszankę „C”, co poprawiło prowadzenie pojazdu, ale nie czasy. Na 13. okrążeniu na wyjściu z szykany złamała się końcówka drążka tylnego górnego wahacza, co zakończyło test, a nad usunięciem usterki mechanicy pracowali do piątej rano. Poranną sesję 31 października zespół rozpoczął o dziewiątej rano, stosując używaną mieszankę „C”. Na 6 okrążeniu Hattori uzyskał czas 1:49,58, a okrążenie później – 1:48,04, po czym w jego samochodzie zmieniono opony na nową mieszankę „C”. Na 13. okrążeniu czas Japończyka wyniósł 1:46,27. Tuż przed zakończeniem porannej sesji na „eskach” obluzowała się nakrętka oleju, co spowodowało wyciek oleju i poważny pożar samochodu. Jako że podczas testów na torze znajduje się mniejsza liczba marshali, pomoc przyszła stosunkowo późno, przez co pojazd został znacznie uszkodzony.
Najlepszy czas Hattoriego wynosił 1:46,270, podczas gdy czas uzyskanego przez Jacques’a Villeneuve’a pole position w kwalifikacjach do Grand Prix Japonii wynosił 1:38,909. Oznaczało to, że Hattori nie zmieściłby się w limicie 107%, czyli nie zakwalifikowałby się do wyścigu. Hattoriemu do zmieszczenia się w limicie 107% brakło jednak zaledwie 0,4 sekundy, ponadto okazał się on szybszy od Giovanniego Lavaggiego na Minardi.

### Podsumowanie rozwoju
Źródło: motorsportsalmanac.com
| Data            | Tor     | Okr. | Kierowca                     | Uwagi                                      |
| --------------- | ------- | ---- | ---------------------------- | ------------------------------------------ |
| 10–11 kwietnia  | Mine    | 86   | Shinji Nakano                | shakedown                                  |
| 21 kwietnia     | Mine    |      | Marco Apicella               | 1:18,75                                    |
| 27–28 kwietnia  | Suzuka  |      | Juichi Wakisaka              | jazda pokazowa                             |
| 30 kwietnia     | Mine    |      | Marco Apicella               | 1:17,52 550 km przebiegu – wymiana silnika |
| 1 maja          | Mine    | 15   | Marco Apicella               | 1:17,46                                    |
| 1 maja          | Mine    | 10   | Shinji Nakano                | 1:16,00                                    |
| 11–12 maja      | Mine    |      | Katsumi Yamamoto             | jazda pokazowa                             |
| 13–14 maja      | Mine    |      | Marco Apicella               | 900 km przebiegu                           |
| 19 czerwca      | Tokachi |      | Shinji Nakano Marco Apicella |                                            |
| 20–21 czerwca   | Tokachi |      | Shinji Nakano                |                                            |
| 22–23 czerwca   | Tokachi |      | Shinji Nakano Marco Apicella | jazdy pokazowe                             |
| 24 czerwca      | Tokachi | 23   | Marco Apicella               | 1:40,22                                    |
| 25 sierpnia     | Tokachi |      |                              | jazda pokazowa                             |
| 14–16 września  | Mine    |      | Shinji Nakano                | 1:13,86                                    |
| 29 września     | Suzuka  |      | Shinji Nakano                | 1:49,00                                    |
| 30 października | Suzuka  | 19   | Naoki Hattori                | 1:48,48                                    |
| 31 października | Suzuka  |      | Naoki Hattori                | 1:46,27                                    |

## Dalsze losy projektu
Dome bardzo zależało na debiucie w 1997 roku ze względu na nowe porozumienie Concorde, które zapewniałoby zespołowi około 800 milionów jenów rocznie. Roczny budżet Dome planowany na starty w Formule 1 wynosił 2,3 miliarda jenów netto, przy czym sponsorzy zespołu i porozumienie Concorde zapewnialiby 1,9 miliarda jenów, Dome musiałoby więc zgromadzić 400 milionów. Zespół nie chciał również debiutować w 1998 roku ze względu na nowe przepisy, które mogłyby wymusić zaprojektowanie zupełnie nowego samochodu. Zespół zdołał regularnie wprowadzać pożądane zmiany w nadwoziu i aerodynamice, na które samochód reagował pozytywnie. Problemem samochodu wciąż pozostawała jednak wysoka awaryjność. Zespół był zaskoczony widząc, że części do samochodu Formuły 1 bardzo często się zużywały i musiały być wymieniane.
Jednakże misja stworzenia w pełni japońskiego zespołu Formuły 1 nie powiodła się. Niewielka liczba pracowników (40), spadek morale, brak odpowiedniej wiedzy i sprzętu, niższe o 2–3 sekundy od zakładanych czasy okrążeń, konflikt z Goodyearem, a przede wszystkim niewielkie zainteresowanie japońskich sponsorów oraz niewystarczający budżet uniemożliwiły Dome debiut w Formule 1 w roku 1997. Co więcej, nie wszystkie elementy, partnerzy i mniejsi sponsorzy pochodzili z Japonii (jak np. firma AP Racing). Zespół zdał sobie sprawę, że idea zespołu stosującego „czystą” i pełną japońską inżynierię i technologię przy niewielkim nakładzie finansowym nie powiedzie się. W związku z tym w drugiej połowie 1997 roku porzucono ten pomysł i zaczęto negocjować z różnymi stronami spoza Japonii. Jednym z potencjalnym inwestorów był nigeryjski biznesmen, książę Malik Ado Ibrahim, właściciel firmy pośredniczącej handlem paliwem lotniczym z siedzibą w Heathrow.
Tadashi Sasaki po raz pierwszy spotkał się z Ibrahimem w Heathrow w hotelu Hilton, gdzie w tym samym dniu spotkanie zorganizowała FIA. Sasaki został uznany za jednego z uczestników spotkania FIA, jednak zdołał zakończyć rozmowę z Ibrahimem przed początkiem spotkania FIA i wyszedł z hotelu. Ze spotkania z Nigeryjczykiem wynikało, że wspierał on jako sponsor kilka zespołów, ale chciał zwiększyć zaangażowanie, w ostateczności zakładając zespół Formuły 1 i stając się pierwszym czarnoskórym właścicielem zespołu w tym sporcie. Nigeryjczyk wspominał także, że afrykański rynek ma olbrzymi potencjał, a Dome, zawiązując ewentualne partnerstwo, mogłoby wiele oczekiwać z biznesowego punktu widzenia. Podczas spotkania Ibrahim wyjawił, że spotkał się dzień wcześniej z Eddiem Jordanem, ale ponieważ Jordan był twardym negocjatorem, nie doszło do porozumienia w sprawie wykupienia Jordan Grand Prix. Nigeryjczyk chciał utworzyć siedzibę zespołu w Wielkiej Brytanii, podczas gdy Dome chciało pozostawić swoją siedzibę raczej w Japonii. Ibrahim był zdeterminowany, by prowadzić zespół, który mógłby konkurować z europejskimi rywalami. Czynnikiem zachęcającym Ibrahima do podjęcia negocjacji z Dome były także powiązania tego zespołu z Hondą. Jednakże rywalizacja w sezonie 1998 była już niemożliwa. Sasaki próbował przekonać Ibrahima, by jego zespół zadebiutował w roku 2000, ale Nigeryjczyk chciał rozpocząć rywalizację już w roku 1999 i utrzymywał, że Bernie Ecclestone wyraził zgodę na to. Sasaki i Ibrahim uzgodnili, że Nigeryjczyk powinien polecieć do Japonii, by negocjować porozumienie dotyczące silników z firmami Mugen lub Honda, jako że jedyną alternatywą były stare, stosunkowo niekonkurencyjne silniki Renault pod nazwą Supertec. Ibrahim i Sasaki spotkali się z prezydentem Mugen, Hirotoshim Hondą, który przyznał, że możliwe jest, iż Mugen będzie dostarczać Dome silniki w Formule 1. Jednakże wskutek polityki stosowanej przez Hondę taki scenariusz nie był pewny. W maju 1998 roku zdecydowano, że silniki Supertec nie są możliwą opcją i Sasaki stanowczo zapewnił, że start w sezonie 1999 nie jest realny. Po tym fakcie negocjacje z Ibrahimem zostały zerwane, po czym Nigeryjczyk zainwestował w Arrowsa. Pod koniec lat 90. w Dome próbowały zaangażować się również inne strony, wszystkie pochodzące spoza Japonii.
Firma Hayashiego ponownie przez krótki okres testowała model F105 w 1999 roku (shakedown odbył się na torze Motegi). Początek tym testom dały prace nad nową skrzynią biegów – „prototypową półautomatyczną skrzynią biegów z możliwością sterowania silnika”, rozpoczęte na przełomie 1997 i 1998 roku. Według założeń cały system nie tylko miał zmieniać biegi, ale też kontrolować sprzęgło oraz przepustnicę. Projekt był finansowany ze środków regionalnych władz Kioto.
W tym czasie Mugen rozszerzył umowę z Jordanem, co wywołało niezadowolenie Dome, które w następstwie tego zwróciło się do Hondy. Plan Dome zakładał testowanie i rozwój samochodu w 1999 roku i wejście do Formuły 1 ze wsparciem Hondy w 2000 roku. Testowanie modelu zakładanego na rok 2000 miało zacząć się we wrześniu 1999 roku. Przynajmniej część obiektów zespołu miała znajdować się w Wielkiej Brytanii. Zespół opracował budżet zakładający korzystanie z dawnej siedziby Benettona. Sasaki otrzymał także telefon od holenderskiej firmy informatycznej, która dociekała, czy Dome zamierzało wystartować w Formule 1 i wyrażała zainteresowanie rozwojem samochodu Dome. Firma ta, w przeszłości sponsorująca Jordana, Williamsa i Tyrrella, wyrażała zainteresowanie sponsoringiem Dome ze względu na jej przekonanie, iż wszystkie europejskie zespoły działają według podobnego schematu i nie są otwarte na wyzwania, a Dome dysponuje „świeżym” podejściem, stabilnym podłożem technicznym i technicznymi możliwościami wejścia do Formuły 1. W trakcie negocjacji Sasaki próbował nakłonić holenderską firmę do używania silników Cosworth, wyjaśniając każdy aspekt użycia tych jednostek napędowych. Przedstawiciel tej firmy przyznał w rozmowie telefonicznej, że użycie silników Cosworth ma sens, ale jako że był on jedynie przedstawicielem konsorcjum złożonego z kilku firm, nie wszystkie te firmy wyraziłyby aprobatę, upatrując wykorzystanie sponsoringu w Formule 1 jako swoją podstawową działalność promocyjną. Jedynymi realnymi potencjalnymi dostawcami silników dla Dome byli Cosworth i Honda, ale sponsorzy nie chcieli jednak silników Cosworth, a sytuacja Hondy stale się zmieniała, zatem sytuacja dla Dome stawała się coraz bardziej skomplikowana. Pracujący wówczas w Hondzie Rupert Mainwaring zaczął zatrudniać byłych pracowników Tyrrella, McLarena i Jordana. Okazało się, że Honda zaczęła korzystać z usług zewnętrznych dostawców części, co jeszcze bardziej zaniepokoiło Dome. Honda rozpoczęła bowiem prace nad modelem RA099 projektu Harveya Postlethwaite'a. Kiedy Honda ogłosiła zamiar wystawienia fabrycznego zespołu w sezonie 2000, Dome zarzuciło plany wejścia do Formuły 1.

## Spuścizna
Swoim projektem Dome wytworzyło duże zainteresowanie Formułą 1 w Japonii.
Model F105 pojawił się w dwóch grach dostępnych na PlayStation: Dōmu no Yabō: F1 GP Nippon no Chōsen z 1996 roku, oraz w sequelu z 1998 roku, Dōmu no Yabō 2: The Race of Champions. Celem gracza było stworzenie w pełni japońskiego zespołu Formuły 1 poprzez odpowiednie zarządzanie, w tym znajdowanie sponsorów, kierowców oraz zaprojektowanie samochodu, wliczając w to takie czynniki jak rozstaw osi, umieszczenie chłodnic czy rozkład masy. Części aerodynamiczne były rozwijane w tunelu aerodynamicznym, a wszystkie wzory były zaczerpnięte z danych modelu F105.
Jedyny wyprodukowany model F105 znajduje się w fabryce Dome w Maibarze.